# 天主教延吉教区
天主教延吉教區（拉丁語：Dioecesis Ienchivensis）是天主教在中國東北部吉林省東部設立的一個教區，屬於满洲教省。

## 概況
1946年4月11日，聖座在中國設立聖統制，延吉宗座代牧區升格為延吉教區，屬於滿洲教省。教座位於吉林省延邊朝鮮族自治州延吉市。現時，宗座監牧區處於教座出缺狀態。

## 历史
1920年，聖座將吉林省東部的延吉、牡丹江一帶地區從北滿宗座代牧區劃出，轉歸屬日治朝鮮元山宗座代牧區管轄，由德國本篤會聖奧提來會負責。1928年7月19日，聖座從元山宗座代牧區分設延吉宗座監牧區，教座設于延吉，德國籍白化東神父擔任首任宗座監牧。
1931年日本關東軍佔領合江省，且將當地劃歸滿洲國管轄，但仍准許外籍神父繼續在當地傳教及服務。1937年4月13日，聖座將延吉宗座監牧區升格為延吉宗座代牧區，白化東晉牧成為宗座代牧。
1945年8月15日日本昭和天皇宣佈投降，中國共產黨中央東北局在蘇聯的協助下，率先從滿洲國接收延吉。1946年4月11日，聖座將延吉宗座代牧區升格為延吉教區，屬於满洲教省，白化東主教繼續出任教區正權主教。
1949年10月1日，中國共產黨在中國大陸地區建立中華人民共和國，並開始針對天主教進行宗教迫害及打壓，教會已經無法正常功能。其後，外籍傳教士先後被捕，並被中國政府驅逐出境，而需要由中國本地神父繼續管理教區內的教務。1950年，白化東主教在西德溫達赫去世，先後由同會的雷蒙德·阿克曼神父及弟茂德·比特里神父擔任宗座署理。
1959年，由中國政府控制的組織中國天主教友愛國會未經聖座准許，擅自將吉林省內的延吉教區、四平街教區及林東宗座監牧區的西部管轄區併入吉林教區。1966年至1979年文化大革命期間，宗座監牧區的所有宗教活動停止。1980年代初，教區續步恢復宗教活動。
2002年，南韓仁川教區素砂堂區在與北韓接壤的中國東北延吉市成立安老院，名為素砂愛德之家。安老院有約10名長者入住，當中大部分是朝鮮族。

## 歷任主教

### 延吉宗座監牧
- 白化東神父, O.S.B.（英语：Benedictine Congregation of Saint Ottilien）（1929年2月5日-1937年4月13日）：德國籍[4]

### 延吉宗座代牧
- 白化東主教, O.S.B.（1937年4月13日-1946年4月11日）：德國籍

### 延吉主教
- 白化東主教, O.S.B.（1946年4月11日-1950年11月2日）：德國籍，
- 教座出缺（1950年-現在）
  - 宗座署理雷蒙德·阿克曼神父（1950年-1955年）[5]
  - 宗座署理弟茂德·比特里神父, O.S.B.（1955年4月9日-1985年10月4日）：兼任北韓德源自治會院區自治院牧。[6]